# جوليا بونس
جوليا بونس (بالإسبانية: Julia Pons)‏ هي لاعب هوكي الحقل إسبانية، ولدت في 27 يوليو 1994.

## روابط خارجية
- جوليا بونس على موقع الاتحاد الدولي للهوكي (الإنجليزية)
- جوليا بونس على موقع أوليمبيديا (الإنجليزية)